# Pulling weeds
Pulling weeds is het vierde soloalbum van Jelle Paulusma. Het album werd uitgegeven in 2014 door Excelsior Recordings.

## Opnamen
In 2011 bracht Paulusma zijn derde soloalbum Up on the roof uit bij PIAS. Hierna sleutelde hij voor Excelsior Recordings aan oud materiaal voor een boxset van zijn oude band Daryll-Ann. Begin 2013 nam hij tien liedjes op die de basis zouden vormen voor het album Pulling weeds. Hij liet zich hierbij vooral bijstaan door zijn broer Coen Paulusma en Rob Klerkx, die eerder speelde voor Supersub en Moke. Halverwege 2013 gaf Paulusma aan dat het album eind dat jaar uit zou moeten komen. Ondertussen kwam echter Daryll-Ann voor enkele reünieoptredens begin 2014 weer bij elkaar en hierop besloot Paulusma de uitgave van dit soloalbum uit te stellen. In december 2013 verscheen de boxset van Daryll-Ann onder de naam Daryll-Ann again. Hierna had de band optredens in, onder andere Paradiso. Ook trad de band op op Best Kept Secret in Hilvarenbeek, Oerol, Welcome to The Village en Into the Great Wide Open. In 2014 tekende Paulusma, na de goede ervaringen rond reünie van Daryll-Ann, een contract bij Excelsior Recordings om daar de plaat te laten uitgeven.
Het album werd begin november 2014 verstuurd naar de leden van de Excelsior Supportersclub. De plaat werd zowel op compact disc als op vinyl uitgegeven. Op de plaat liet Paulusma een robuuster geluid horen, dan de meer singer-songwriter geënte voorgangers. Het artwork voor de plaat werd verzorgd door Hulya Kilicaslan, die ook meezong op de plaat, en Jannemieke Oostra. Op het artwork is onder andere een foto te zien van het platenlabel van Tonight's the night van Neil Young uit 1975.

## Muzikanten
- Jelle Paulusma - zang, gitaar, basgitaar, toetsen, Wurlitzer, melodica
- Rob Klerkx - drums
- Coen Paulusma - percussie

### Gastmuzikanten
- Theo Sieben - gitaar op Left for dead, gitaar en charango op Outshopping, banjo op Slow down ride easy
- Elmar Klijn - piano op Winterlong en Pulling weeds
- Hulya Kilicaslan - zang op Time alone
- Thomas Geerts - trompet op Out shopping
- Jelte van Andel - cello op Pulling weeds
- Arjen de Graaf - viool op Pulling weeds

## Tracklist
1. Left for dead
2. Stick around with you
3. Time alone
4. Come rain come shine
5. Winterlong
6. Mornin' coffee
7. Set me free
8. Out shopping
9. Pulling weeds
10. Slow down ride easy

Alle nummers op de plaat zijn geschreven door Jelle Paulusma.